# Sibbaldia phanerophlebia
Sibbaldia phanerophlebia är en rosväxtart som beskrevs av Tse Tsun Yu och C.L. Li. Sibbaldia phanerophlebia ingår i släktet dvärgfingerörter, och familjen rosväxter. Inga underarter finns listade i Catalogue of Life.